# 번화가

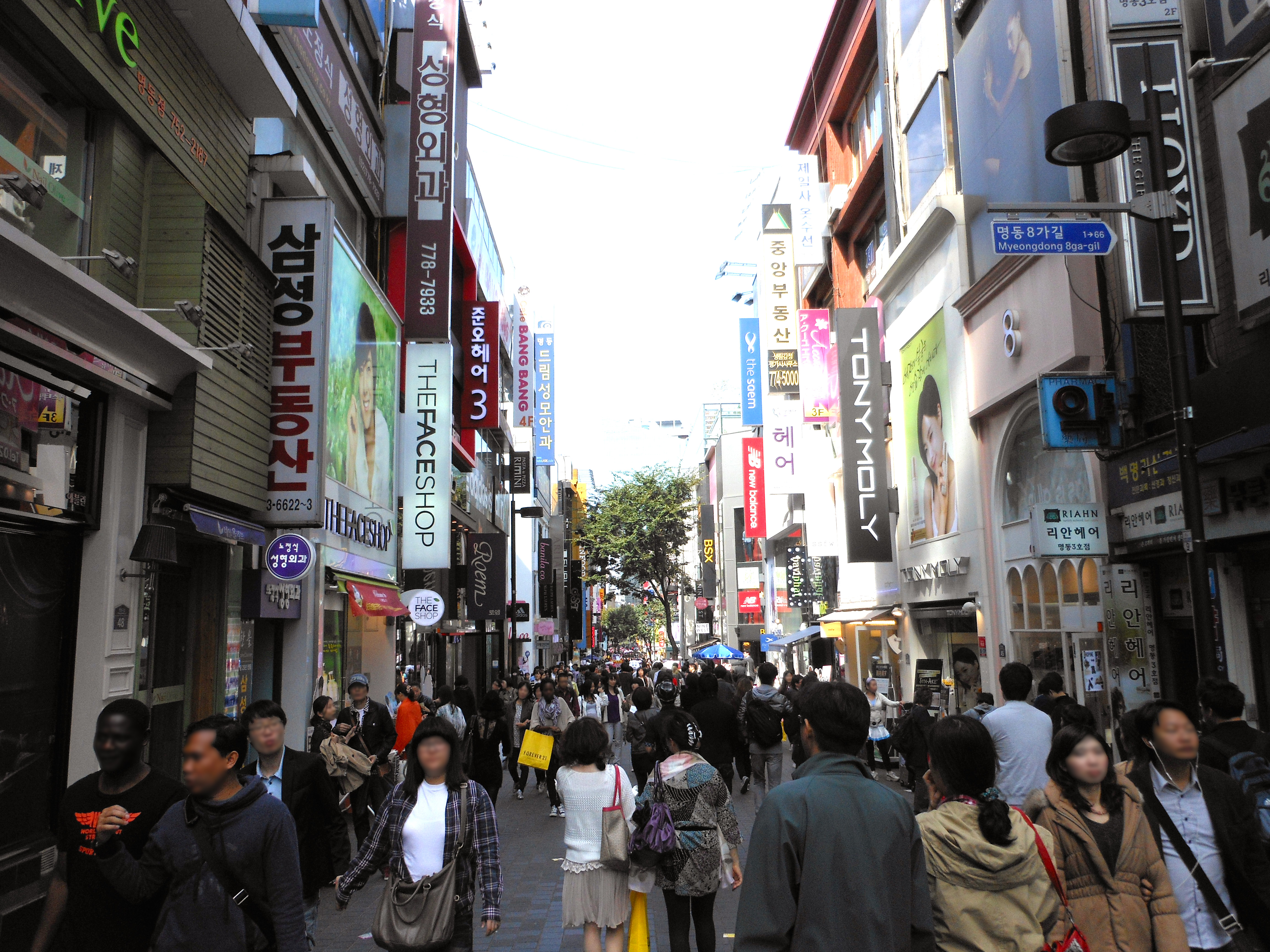
대한민국의 대표 번화가인 명동 거리

번화가(繁華街)는 도시 내에 상업 시설이나 위락시설, 식당가, 편의시설, 쇼핑몰, 관광지나 공원 등 보고 먹고 사고 즐길 만한 시설과 상권이 발달해 있고 유동인구가 많아서 항상 붐비고, 번성하여 화려한 거리(명소)를 말한다. 속칭 핫플레이스라고도 한다.

## 나라별 주요 번화가

### 대한민국의 주요 번화가
- 서울특별시 - 명동, 홍대앞, 강남역, 대학로, 종로, 신촌, 이태원, 신사동 가로수길, 압구정 로데오거리, 건대거리
- 부산광역시 - 서면, 남포동, 덕천역, 사상역, 하단, 부산대앞, 경성대·부경대, 해운대
- 대구광역시 - 동성로, 성내동, 수성못, 상인역, 광장코아, 동대구역, 경북대앞, 계명대
- 인천광역시 - 부평역, 구월동(구월동 로데오거리), 주안역
- 광주광역시 - 충장로, 상무지구 폭동동

- 대전광역시 - 둔산동, 은행동
- 울산광역시 - 삼산동, 성남동
- 경기도
  - 고양시 - 라페스타 임창아파트 원당중학교
  - 수원시 - 수원역
  - 안양시 - 안양일번가
- 전북특별자치도
  - 전주시 - 객사길
- 경상남도
  - 창원시 - 상남동, 합성동

### 일본의 주요 번화가

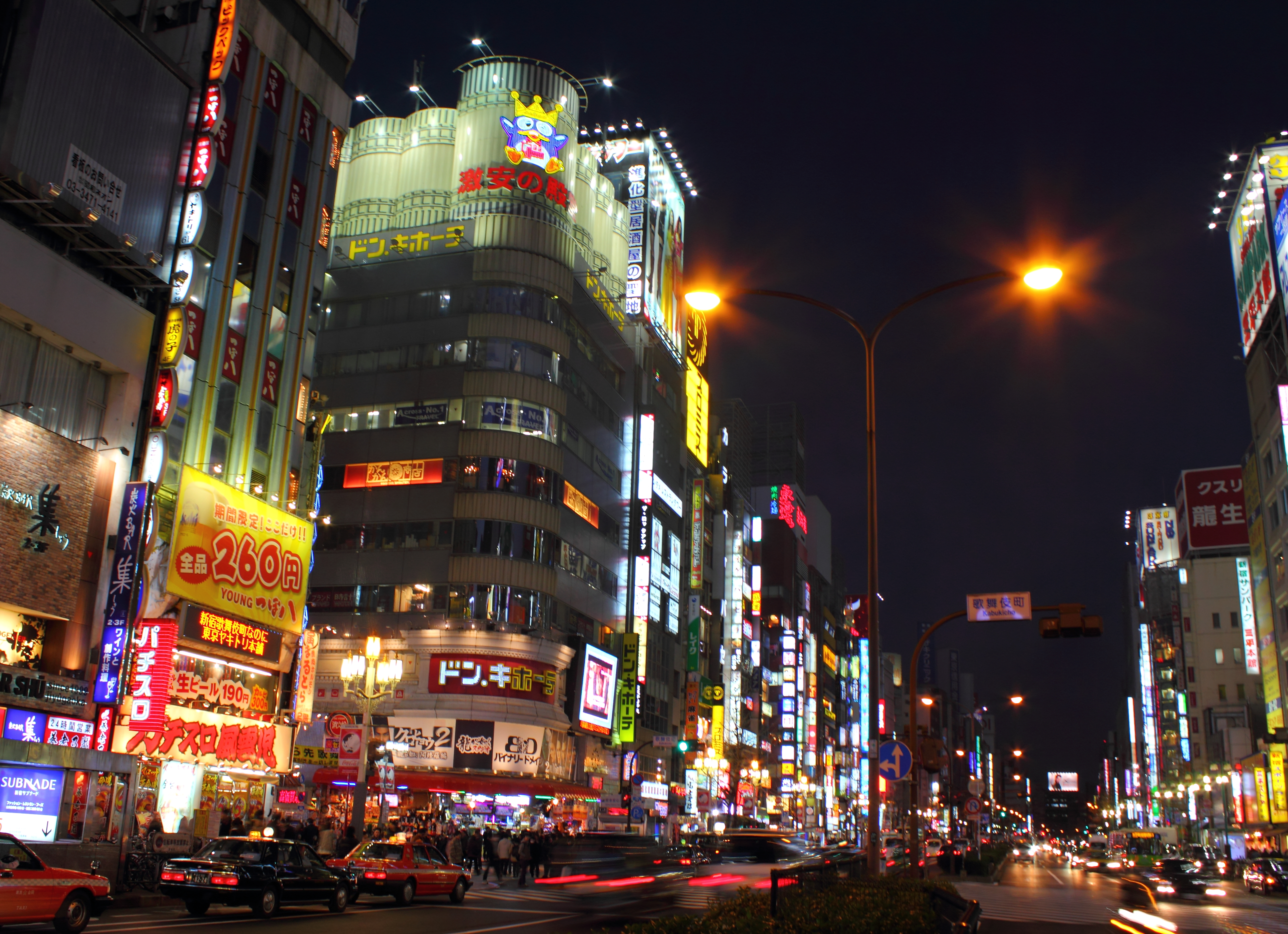
신주쿠의 모습

- 도쿄 - 시부야, 신주쿠 (가부키쵸), 이케부쿠로, 긴자, 롯폰기, 하라주쿠, 유라쿠초
- 오사카 - 난바, 도톤보리, 우메다
- 나고야시 - 사카에, 명역
- 후쿠오카시 - 덴진, 하카타
- 삿포로시 - 오도리
- 고베시 - 산노미야, 모토마치
- 교토시 - 시조카와라마치
- 히로시마시 - 가미야초, 핫초보리
- 센다이시 - 이치반초

### 미국의 주요 번화가
- 뉴욕 - 타임스 스퀘어

### 영국의 주요 번화가
- 런던 - 피카딜리 서커스

### 프랑스의 주요 번화가
- 파리 - 샹젤리제 거리

## 같이 보기
- 중심 업무 지구